# Pardines (Puy-de-Dôme)
Pour les articles homonymes, voir Pardines.
Pardines est une commune française, située dans le département du Puy-de-Dôme en région Auvergne-Rhône-Alpes.

## Géographie

### Climat
Pour des articles plus généraux, voir Climat d'Auvergne-Rhône-Alpes et Climat du Puy-de-Dôme.
En 2010, le climat de la commune est de type climat des marges montargnardes, selon une étude du Centre national de la recherche scientifique s'appuyant sur une série de données couvrant la période 1971-2000. En 2020, Météo-France publie une typologie des climats de la France métropolitaine dans laquelle la commune est exposée à un climat de montagne ou de marges de montagne et est dans la région climatique  Nord-est du Massif Central, caractérisée par une pluviométrie annuelle de 800 à 1 200 mm, bien répartie dans l’année. 
Pour la période 1971-2000, la température annuelle moyenne est de 10,1 °C, avec une amplitude thermique annuelle de 15,8 °C. Le cumul annuel moyen de précipitations est de 773 mm, avec 8,5 jours de précipitations en janvier et 7 jours en juillet. Pour la période 1991-2020, la température moyenne annuelle observée sur la station météorologique de Météo-France la plus proche, « Issoire », sur la commune d'Issoire à 6 km à vol d'oiseau, est de 12,0 °C et le cumul annuel moyen de précipitations est de 610,7 mm,. Pour l'avenir, les paramètres climatiques de la commune estimés pour 2050 selon différents scénarios d'émission de gaz à effet de serre sont consultables sur un site dédié publié par Météo-France en novembre 2022.

## Urbanisme

### Typologie
Au 1er janvier 2024, Pardines est catégorisée commune rurale à habitat dispersé, selon la nouvelle grille communale de densité à sept niveaux définie par l'Insee en 2022.
Elle est située hors unité urbaine. Par ailleurs la commune fait partie de l'aire d'attraction de Clermont-Ferrand, dont elle est une commune de la couronne,. Cette aire, qui regroupe 209 communes, est catégorisée dans les aires de 200 000 à moins de 700 000 habitants,.

### Occupation des sols
L'occupation des sols de la commune, telle qu'elle ressort de la base de données européenne d’occupation biophysique des sols Corine Land Cover (CLC), est marquée par l'importance des territoires agricoles (73,1 % en 2018), en diminution par rapport à 1990 (83 %). La répartition détaillée en 2018 est la suivante : 
terres arables (51,2 %), prairies (17,4 %), forêts (17 %), zones urbanisées (5 %), mines, décharges et chantiers (4,8 %), zones agricoles hétérogènes (4,4 %). L'évolution de l’occupation des sols de la commune et de ses infrastructures peut être observée sur les différentes représentations cartographiques du territoire : la carte de Cassini (XVIIIe siècle), la carte d'état-major (1820-1866) et les cartes ou photos aériennes de l'IGN pour la période actuelle (1950 à aujourd'hui).

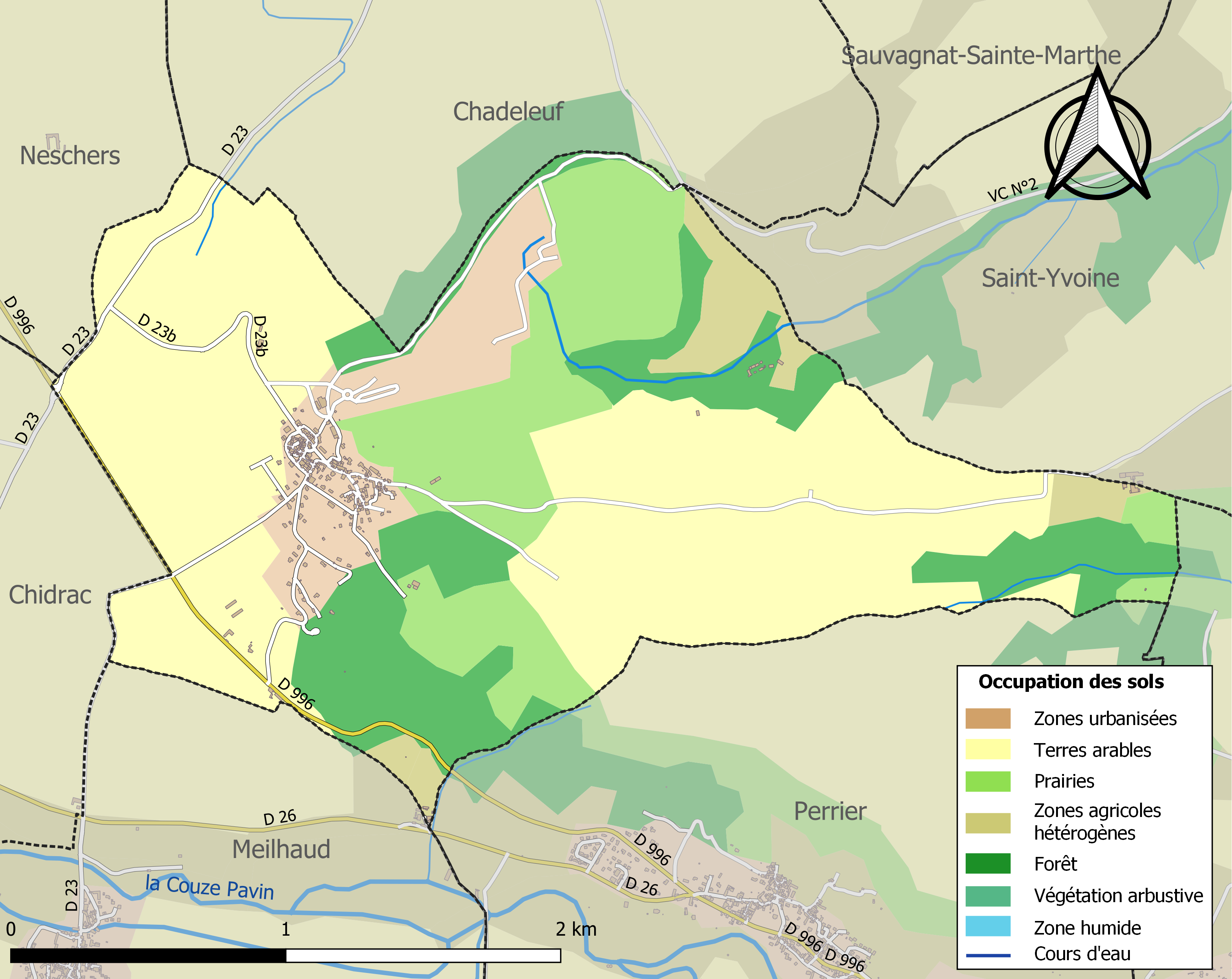
Carte des infrastructures et de l'occupation des sols de la commune en 2018 (CLC).

## Histoire
Pardines se trouve au pied d'une falaise bordant un vaste plateau basaltique qui domine la vallée de la Couze. Le 23 juin 1733 à 21 heures la falaise se fend en deux, des masses de rochers s'éboulent, une soixantaine de bâtiments sont détruits. La terre glisse et l'éboule s'arrête à 50 mètres de la Couze. Il n'y a eu aucune victime parmi les habitants puisqu'ils étaient tous à l'église situé à une cinquantaine de mètres du village. Pardines faisait partie de la seigneurie de Saint-Cirgues. Possession des dauphins elle passa à Louis de Bourbon époux d'Anne dauphine en 1371. En 1460 Pardines fut vendu à Austremoine Bohier qui sera anobli en 1490. En 1565 le fief fut cédé à Henri de Montmorency puis en 1575 à Marc de Montboissier Beaufort Canillac. En 1732 il sera vendu au maréchal Yves d'Alègre et entrera ainsi dans le vaste marquisat de Tourzel. Sa fille Marie Marguerite d'Alègre épousa le comte de Rupelmonde : en 1735 la seigneurie passa à un petit-neveu, Louis de Souches, dont la femme sera la gouvernante des enfants de Louis XVI (de 1789 à 1792).[réf. nécessaire]

## Politique et administration
| Période                                  | Période                    | Identité                | Étiquette | Qualité   |
| ---------------------------------------- | -------------------------- | ----------------------- | --------- | --------- |
| Les données manquantes sont à compléter. |                            |                         |           |           |
| avant 1995                               | mai 2020                   | Joël Bortolotti         | PS        |           |
| mai 2020                                 | En cours (au 28 août 2020) | Josiane Gomes-Letellier |           | Retraitée |

## Population et société

### Démographie
L'évolution du nombre d'habitants est connue à travers les recensements de la population effectués dans la commune depuis 1793. Pour les communes de moins de 10 000 habitants, une enquête de recensement portant sur toute la population est réalisée tous les cinq ans, les populations de référence des années intermédiaires étant quant à elles estimées par interpolation ou extrapolation. Pour la commune, le premier recensement exhaustif entrant dans le cadre du nouveau dispositif a été réalisé en 2005.

En 2022, la commune comptait 301 habitants, en évolution de +11,48 % par rapport à 2016 (Puy-de-Dôme : +2,1 %, France hors Mayotte : +2,11 %).
| 1793 | 1800 | 1806 | 1821 | 1831 | 1836 | 1841 | 1846 | 1851 |
| ---- | ---- | ---- | ---- | ---- | ---- | ---- | ---- | ---- |
| 304  | 274  | 306  | 300  | 243  | 298  | 285  | 303  | 272  |

| 1856 | 1861 | 1866 | 1872 | 1876 | 1881 | 1886 | 1891 | 1896 |
| ---- | ---- | ---- | ---- | ---- | ---- | ---- | ---- | ---- |
| 305  | 279  | 267  | 281  | 295  | 287  | 301  | 294  | 307  |

| 1901 | 1906 | 1911 | 1921 | 1926 | 1931 | 1936 | 1946 | 1954 |
| ---- | ---- | ---- | ---- | ---- | ---- | ---- | ---- | ---- |
| 275  | 233  | 235  | 183  | 174  | 170  | 159  | 137  | 182  |

| 1962 | 1968 | 1975 | 1982 | 1990 | 1999 | 2005 | 2006 | 2010 |
| ---- | ---- | ---- | ---- | ---- | ---- | ---- | ---- | ---- |
| 178  | 199  | 187  | 187  | 195  | 180  | 188  | 184  | 208  |

| 2015 | 2020 | 2022 | - | - | - | - | - | - |
| ---- | ---- | ---- | - | - | - | - | - | - |
| 268  | 296  | 301  | - | - | - | - | - | - |

## Culture locale et patrimoine

### Lieux et monuments

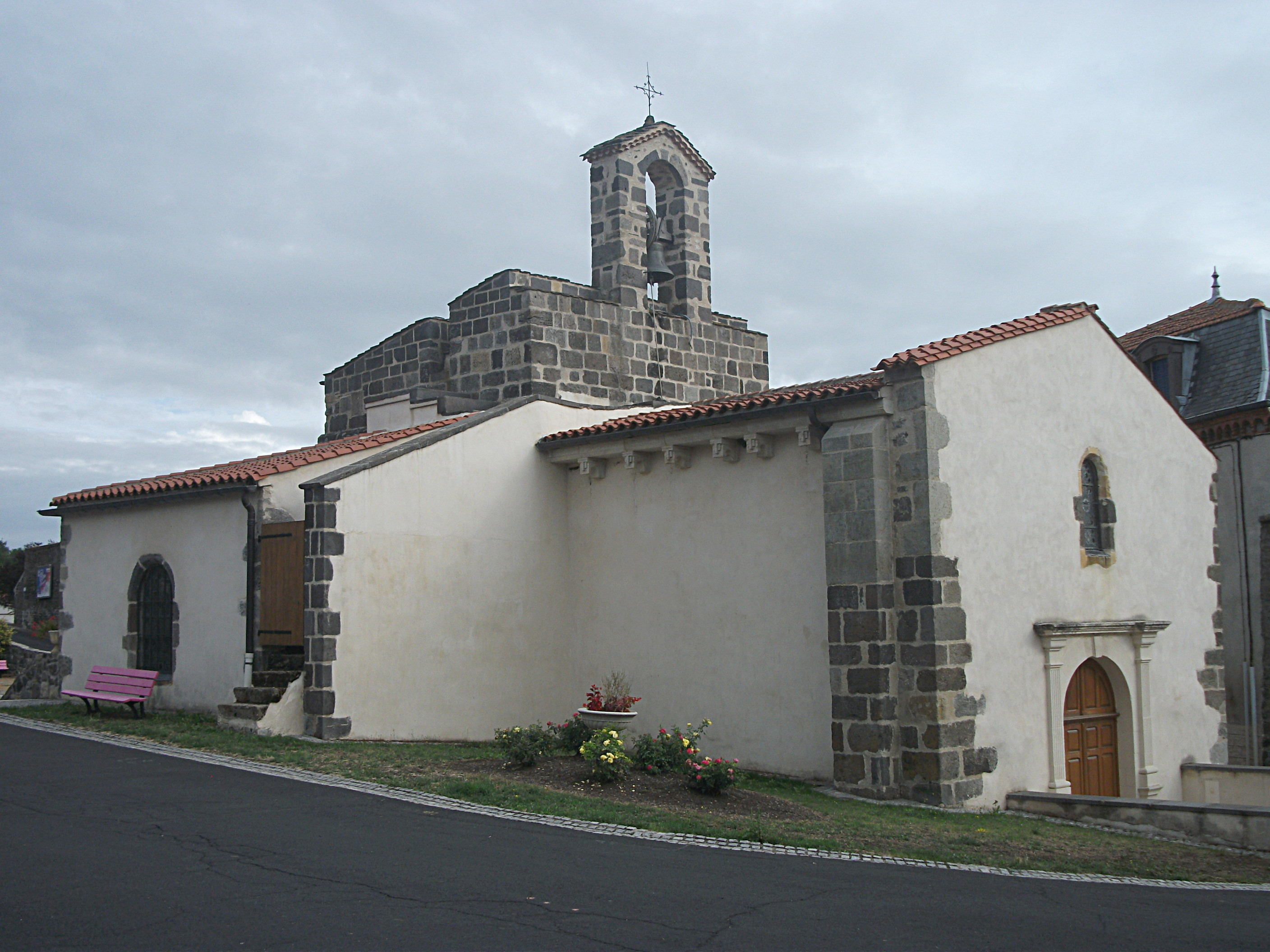
L'église.

- Village fortifié. D'anciennes courtines sont intégrées dans les habitations de même que les tours rondes. En bordure de la place de l'Église se dresse une imposante tour carrée.
- L'église du XIIe siècle est un édifice roman en forme de croix latine. Elle possède une nef unique, suivie d'un transept débordant et d'un chœur en hémicycle. Les vitraux ont été réalisés en 1874 par l'atelier du peintre-verrier clermontois Antoine Champrobert. Un certain nombre de peintures murales datent du XVIe siècle.